# Aujargues
Aujargues é uma comuna francesa na região administrativa de Occitânia, no departamento de Gard. Estende-se por uma área de 6,85 km². Em 2010 a comuna tinha 834 habitantes (densidade: 121,8 hab./km²).